# Eragrostis invalida
Eragrostis invalida är en gräsart som beskrevs av Pilg.. Eragrostis invalida ingår i släktet kärleksgrässläktet, och familjen gräs. Inga underarter finns listade i Catalogue of Life.